# Tănkovo
Tănkovo (în bulgară Тънково) este un sat în Bulgaria, situat în  Obștina Nesebăr în regiunea Burgas. Club de fotbal este Ustrem  (în bulgară Устрем).

## Demografie
Componența etnică a satului Tănkovo
     Turci (36,84%)
     Bulgari (56,79%)
     Romi (1,13%)
     Nicio identificare (4%)
     Altele (1,21%)
La recensământul din 2011, populația satului Tănkovo era de 1.148 locuitori. Din punct de vedere etnic, majoritatea locuitorilor (56,79%) erau bulgari, existând și minorități de turci (36,84%) și romi (1,13%). Pentru 4,0% din locuitori nu este cunoscută apartenența etnică.